# Damon Leitch
Damon Leitch (* 23. Dezember 1992 in Invercargill) ist ein neuseeländischer Automobilrennfahrer. Er startete von 2011 bis 2015 in der Toyota Racing Series.

## Karriere
Leitch begann seine Motorsportkarriere im Alter von acht Jahren im Kartsport. 2007 wechselte er in den Formelsport in die neuseeländische Formel Ford. Er nahm zunächst nur an drei Rennen teil und wurde 23. in der Fahrerwertung. In der nächsten Saison verbesserte sich Leitch auf den zehnten Platz der Fahrerwertung. Darüber hinaus wurde er Sechster in der Formel-Ford-Meisterschaft der neuseeländischen Südinsel. In der Saison 2008/2009 gewann Leitch ein Rennen in der neuseeländischen Formel Ford und wurde Fünfter im Gesamtklassement. In der folgenden Saison blieb er zwar ohne Sieg, verbesserte sich aber trotzdem auf den vierten Meisterschaftsplatz. Darüber hinaus absolvierte er in der Saison 2009/2010 Gaststarts in der Formel Ford der neuseeländischen Südinsel.
2011 wechselte Leitch in die Toyota Racing Series, der höchsten Monoposto-Rennserie Neuseelands, zu Victory Motor Racing. Mit einem dritten Platz als bestes Ergebnis beendete er die Saison auf dem achten Platz in der Meisterschaft. Teamintern verlor er das Duell gegen Daniil Kwjat, der eine Veranstaltung ausließ und Fünfter wurde. 2012 absolvierte Leitch eine weitere Saison für Victory Motor Racing in der Toyota Racing Series. Am ersten Rennwochenende in seiner Heimatstadt Invercargill erzielte er mit einem zweiten Platz seine bis dahin beste Platzierung und erzielte die meisten Punkte bei dieser Veranstaltung. Damit übernahm er die Meisterschaftsführung. Bei der nächsten Veranstaltung in Timaru folgte sein erster Sieg in der Toyota Racing Series. Während Leitch bei den ersten neun Rennen stets unter den ersten zehn Piloten ins Ziel kam und dabei fünf Podest-Platzierungen erzielte, kam er bei den letzten sechs Rennen nicht über den zwölften Platz hinaus. In der Fahrerwertung belegte er schließlich den dritten Platz.
2013 blieb Leitch bei Victory Motor Racing in der Toyota Racing Series. Mit einem zweiten Platz als bestes Ergebnis schloss er die Saison auf dem achten Rang ab. 2014 bestritt Leitch seine vierte Saison der Toyota Racing Series für Victory Motor Racing. Vier zweite Plätze waren seine besten Ergebnisse, ein Sieg gelang ihm jedoch nicht. In der Fahrerwertung verbesserte er sich auf den dritten Platz. 2015 ging Leitch erneut für Victory Motor Racing in der Toyota Racing Series an den Start. Mit zwei fünften Plätzen als beste Resultate erreichte er den siebten Gesamtrang.

## Persönliches
Damon Leitch jüngerer Bruder Brendon Leitch ist ebenfalls Automobilrennfahrer. Leitch wurde nach dem britischen Autorennfahrer Damon Hill benannt.

## Karrierestationen
| - 2007: Neuseeländische Formel Ford (Platz 23) - 2008: Neuseeländische Formel Ford (Platz 10) - 2008: Neuseeländische Südinsel Formel Ford (Platz 6) - 2009: Neuseeländische Formel Ford (Platz 5) | - 2010: Neuseeländische Formel Ford (Platz 4) - 2011: Toyota Racing Series (Platz 8) - 2012: Toyota Racing Series (Platz 3) - 2013: Toyota Racing Series (Platz 8) | - 2014: Toyota Racing Series (Platz 3) - 2015: Toyota Racing Series (Platz 7) |